# The Dynasty: Roc La Familia
The Dynasty: Roc La Familia — п’ятий студійний альбом американського репера Jay-Z, випущений 31 жовтня 2000 року на лейблах Roc-A-Fella Records і Def Jam Recordings. Його головний сингл «I Just Wanna Love U (Give It 2 Me)», спродюсований The Neptunes, був одним із найуспішніших синглів Jay-Z, досягнувши 11 місця в Billboard Hot 100. Альбом дебютував на 1 місці у Billboard 200 із 557 789 проданими копіями за перший тиждень. Альбом отримав 2× платиновий сертифікат RIAA. Альбом отримав позитивні відгуки від музичних критиків і став 20-м найбільш продаваним R&B/хіп-хоп альбомом 2000–2010 років за версією Billboard.
Незважаючи на те, що спочатку був альбом мав бути компіляцією Roc-A-Fella Records, де представлені виконавці Roc-A-Fella, такі як Memphis Bleek, Beanie Sigel, Amil і Freeway, The Dynasty став повноцінним сольним альбомом Jay-Z. На альбомі також з'явилися Scarface, Snoop Dogg і R. Kelly. Продакшном займалися в основному Just Blaze, Каньє Вест, Bink! і The Neptunes.

## Список композицій
| #   | Назва                                                                               | Автор | Продюсер(и)          | Тривалість |
| --- | ----------------------------------------------------------------------------------- | --- | -------------------- | ---------- |
| 1.  | «Intro»                                                                             | Shawn Carter Woody Cunningham Justin Smith                                                                            | Just Blaze           | 3:10       |
| 2.  | «Change the Game» (у виконанні Jay-Z, Beanie Sigel і Memphis Bleek)                 | Carter Ricardo Thomas Malik Cox Dwight Grant                                                                          | Rick Rock            | 3:07       |
| 3.  | «I Just Wanna Love U (Give It 2 Me)»                                                | Carter Pharrell Williams Chad Hugo James Johnson Christopher Wallace Deric Angelettie Sean Combs Kit Walker Todd Shaw | The Neptunes         | 3:47       |
| 4.  | «Streets Is Talking» (performed by Jay-Z and Beanie Sigel)                          | Carter Smith Grant | Just Blaze           | 4:44       |
| 5.  | «This Can't Be Life» (у виконанні Jay-Z і Beanie Sigel за участю Scarface)          | Carter Kanye West Grant Cox Brad Jordan Kenneth Gamble Leon Huff                                                      | Kanye West           | 4:48       |
| 6.  | «Get Your Mind Right Mami» (у виконанні Jay-Z і Memphis Bleek за участю Snoop Dogg) | Carter Thomas Cox Calvin Broadus                                                                                      | Rick Rock            | 4:22       |
| 7.  | «Stick 2 the Script» (у виконанні Jay-Z і Beanie Sigel)                             | Carter Smith Grant Norman Ingram                                                                                      | Just Blaze           | 4:08       |
| 8.  | «You, Me, Him and Her» (у виконанні Dynasty)                                        | Carter Roosevelt Harrell III Cox Grant Amil Whitehead Willie Goodman Walter Morris Harry Ray                          | Bink                 | 3:44       |
| 9.  | «Guilty Until Proven Innocent» (за участю R. Kelly)                                 | Carter Dana Stinson Robert Kelly                                                                                      | Rockwilder           | 4:55       |
| 10. | «Parking Lot Pimpin'» (у виконанні Jay-Z, Beanie Sigel і Memphis Bleek)             | Carter Thomas Cox Grant                                                                                               | Rick Rock            | 4:15       |
| 11. | «Holla» (у виконанні Memphis Bleek)                                                 | Cox Briant Biggs | B-High Memphis Bleek | 3:32       |
| 12. | «1-900-Hustler» (у виконанні Jay-Z, Beanie Sigel і Memphis Bleek за участю Freeway) | Carter Harrel Cox Grant Aram Schefrin Michael Zager                                                                   | Bink                 | 3:50       |
| 13. | «The R.O.C.» (у виконанні Beanie Sigel і Memphis Bleek)                             | Cox Grant Smith | Just Blaze           | 4:06       |
| 14. | «Soon You'll Understand»                                                            | Carter Smith | Just Blaze           | 4:35       |
| 15. | «Squeeze 1st»                                                                       | Carter Thomas | Rick Rock            | 3:49       |
| 16. | «Where Have You Been» (у виконанні Jay-Z і Beanie Sigel)                            | Carter Edwin Delahoz Grant Rafael Pérez Botija                                                                        | T.T.                 | 5:33       |

## Чарти
| Чарт (2000)                                  | Найвища позиція |
| -------------------------------------------- | --------------- |
| Канада Canadian Albums (Billboard)           | 5               |
| Canadian R&B Albums (Nielsen SoundScan)      | 2               |
| Німеччина German Albums (Offizielle Top 100) | 98              |
| Швейцарія Swiss Albums (Schweizer Hitparade) | 89              |
| Велика Британія UK Albums (OCC)              | 86              |
| США Billboard 200                            | 1               |
| США Top R&B/Hip-Hop Albums (Billboard)       | 1               |